# Glimz
Glimz.net (Glimz AB) var en svensk distributör av kortfilm, novellfilm, dokumentärer och animerad film, från Norden och andra delar av världen, grundad 2003 av Johan A Larsson, Palle Torsson och Johan Toll.
Företaget erbjöd rättigheter till drygt 800 filmtitlar från 470 filmproducenter i 58 länder (läst 2016). Bland kunderna räknade företaget bland andra Viasat Broadcasting och den tidigare video-on-demand-tjänsten Headweb. En andel av intäkterna gick tillbaka till producenterna.
År 2005 började Glimz specialisera sig på kortfilmer. Det fanns både avgiftsbelagda filmer och gratisfilmer att tillgå. Företagets webbtjänst har bland annat utsetts till "Årets nöjessajt" 2005 i tidningen Internetworlds rankning.
År 2016 fanns Glimz tillgänglig på svenska, engelska, franska, danska och ryska.
Hösten 2016 lades tjänsten ned.